# Tumuli de Tusson
Les tumuli de Tusson sont un ensemble de quatre tumuli, situés sur le territoire de la commune de Tusson dans le département français de la Charente. Les quatre tumuli de Tusson sont identifiés sous les noms de tumulus de la Justice, le Petit Dognon, le Gros Dognon et le Vieux Breuil .

## Protection
Le tumulus du Gros Dognon a été inscrit monument historique le 21 juin 1960. Le tumulus de la Justice a été inscrit monument historique le 19 octobre 1960. Le tumulus du Vieux Breuil a été inscrit monument historique le  8 janvier 1962. Le tumulus du Petit Dognon a été inscrit monument historique le 13 septembre 2012.

## Description
Situés à l'est du bourg de Tusson au sommet d'un plateau et se découpant sur l'horizon, ces quatre tumuli ovales, parmi les plus grands d'Europe, sont alignés entre eux selon un axe sud-ouest/nord-est et sont distants les uns des autres d'environ 200 mètres. Ils n'ont jamais été fouillés.
Le tumulus de la Justice mesure 25 mètres de diamètre. Le Petit Dognon long de 57,40 mètres et haut de 3,40 m a été coupé en deux par la création d'un chemin d'exploitation. Le Gros Dognon est le plus imposant : de forme trapézoïdale, il mesure 138 m de long, avec une largeur décroissante allant de 51 à 37 m d'est en ouest, et une hauteur de 10 m dans sa partie la plus large. Le Vieux Breuil est long de 91,8 m et haut de 4,30 m. Un cinquième tumulus, circulaire, ouvert, a été signalé en 1883.

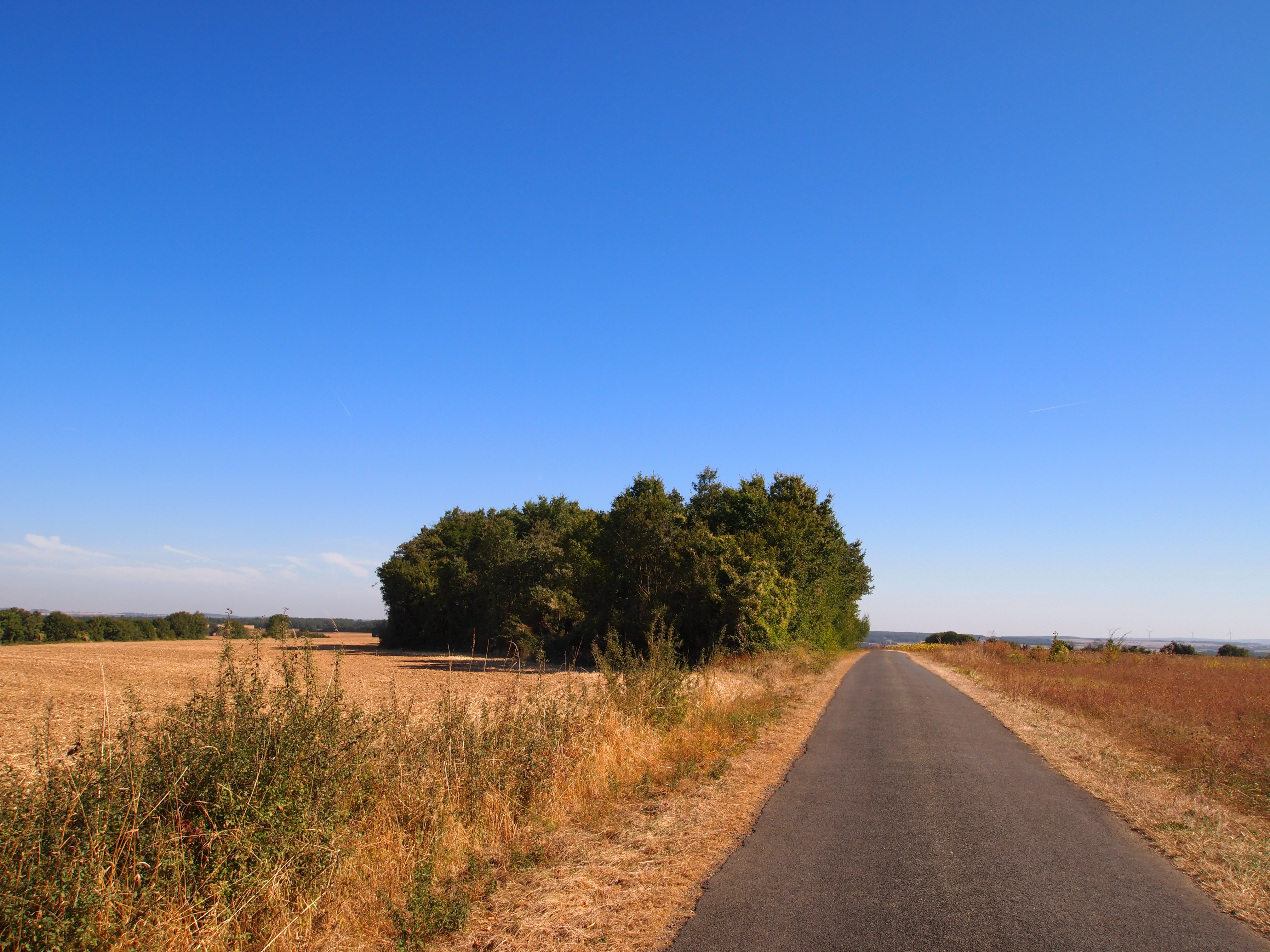
Tumulus de la Justice.
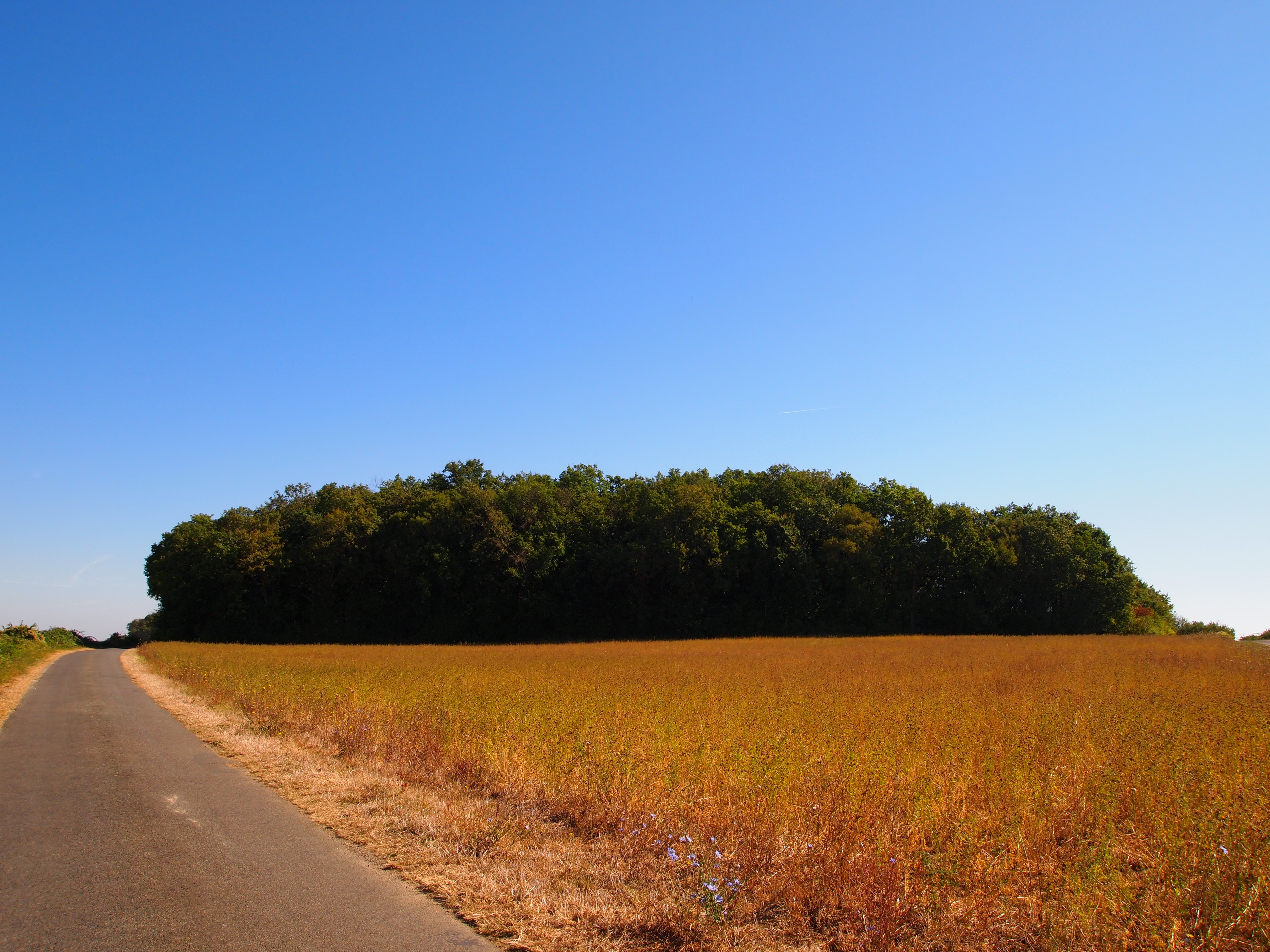
Tumulus du Gros Dognon.
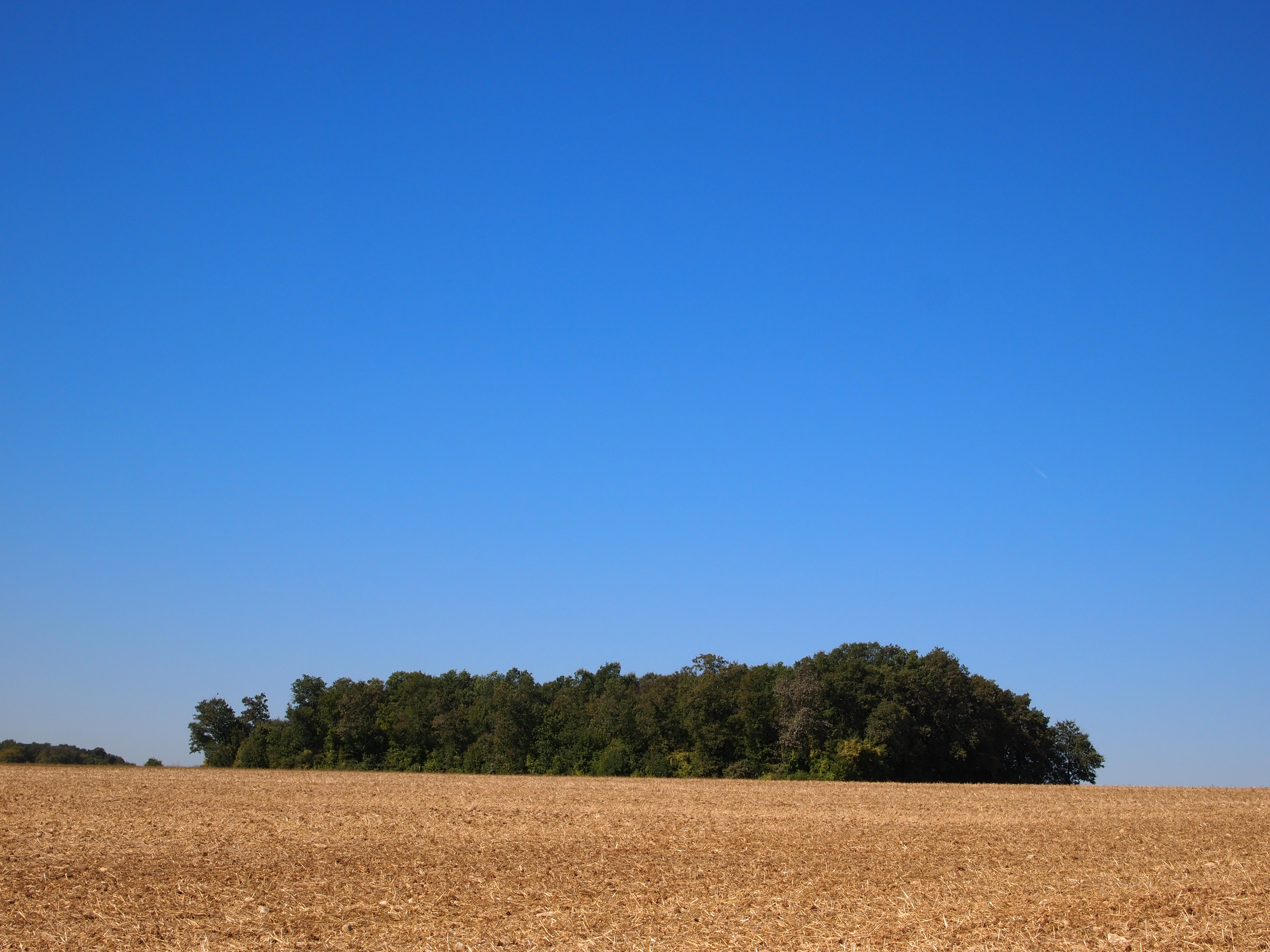
Tumulus du Vieux Breuil.

Un cinquième tumulus, le tumulus du Magnou, se dresse à environ 600 m au sud-ouest de l'ensemble. Il est éventré et mesure une quinzaine de mètres de diamètre sur près d'un mètre de hauteur.